# Grund-Bahnhofsiedlung
Grund-Bahnhofsiedlung (oder Bahnhofsiedlung) ist eine Siedlung in der Marktgemeinde Wullersdorf im Bezirk Hollabrunn in Niederösterreich.

## Geografie
Der auf dem Gebiet der Katastralgemeinde Grund liegende Ortsteil befindet sich unmittelbar südlich von Guntersdorf und umfasst 25 Gebäude (Stand 1. April 2020) sowie die Anlagen der Haltestelle Guntersdorf. Die Siedlung geht unmittelbar in das Ortsgebiet von Guntersdorf über und ist von diesem nur durch die Gemeindegrenze getrennt.

## Geschichte
Die Nordwestbahn nahm in den 1870ern den Betrieb auf und zugleich wurde der Bahnhof Guntersdorf errichtet, der sich allerdings bereits in der benachbarten Katastralgemeinde Grund befindet. Die Siedlung entwickelte sich beim Bahnhof.